# Xiahou Ba

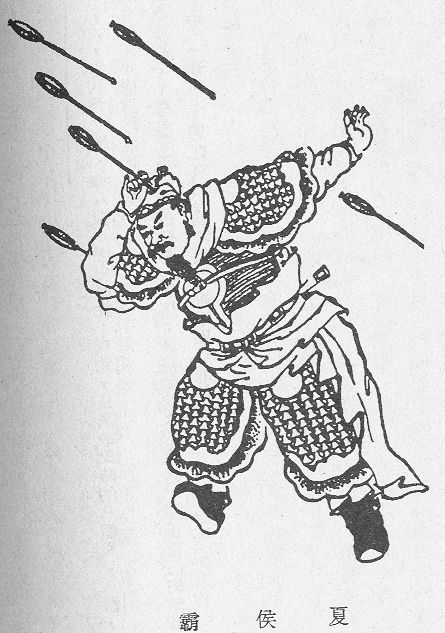
Illustration einer Qing-Ausgabe der Geschichte der Drei Reiche.

Xiahou Ba (chinesisch 夏侯霸) war ein Kommandant der chinesischen Wei-Dynastie zur Zeit der Drei Reiche. Er entstammte der führenden Generalsfamilie Xiahou, floh aber während der politischen Instabilität aus der Stadt Luoyang zu den Shu Han.
Xiahou Bas Vater war der große Wei-General Xiahou Yuan, seine Mutter war eine Stiefschwester von Cao Cao. Zusammen mit seinen vier Brüdern übernahm Xiahou Ba nach dem Tode seines Vaters in der Schlacht am Berg Dingjun (219) einen Teil seiner Truppen.
Im Jahre 220 erhielt Xiahou Yuans ältester Sohn Xiahou Heng ein Stück Land, so dass Xiahou Ba als jüngerer Sohn seines Vaters Titel erbte und seinen Lebensunterhalt aus Steuergeldern von 800 Haushalten erhielt. In den 240er Jahren wurde er während Cao Shuangs Regentschaft Rechter General und Marquis von Bochangting. Er wurde als Cao Shuangs Gefolgsmann angesehen. Nach Sima Yis Staatsstreich im Jahre 249 wurde Xiahou Bas Neffe Xiahou Xuan getötet, und Xiahou Ba floh nach Shu, wo er als Cousin der Gemahlin des Shu-Generals Zhang Fei freundlich von Liu Shan aufgenommen wurde. Dieser hatte wiederum eine Tochter Zhang Feis geheiratet und seinen Sohn Neffe der Xiahou-Familie genannt. Xiahou Ba wurde zum General der Wagenlenker und der Kavallerie ernannt.
Xiahou Bas Söhne, die im Wei-Kaiserreich geblieben waren, wurden wegen der Verdienste ihres Großvaters nicht getötet, sondern lediglich in die Lelang-Provinz im heutigen Nordkorea verbannt.